# 흑인 영어
흑인 영어는 흑인이 사용하는 영어이다.
- 미국 흑인 영어(아프리카계 아메리칸 영어)
- 다문화 런던 영어
- 아프리카의 영어

| Disambiguation icon | 이 문서는 명칭이 같고 같은 종류에 속하는 여러 대상을 연결하는 색인 문서입니다. |